# Kwanthai Sithmorseng
Kwanthai Sithmorseng est un boxeur Thaïlandais né à Trang en 1982.

## Carrière
Il devient champion du monde des poids pailles WBA le 5 novembre 2010 en battant aux points par décision partagée son compatriote Pigmy Kokietgym mais s'incline dès le combat suivant face à l'expérimenté Indonésien Muhammad Rachman le 19 avril 2011 par KO au 9e round.